# Paruroctonus gracilior
Espèce
Synonymes
- Uroctonoides gracilior Hoffmann, 1931
- Vaejovis gracilior (Hoffmann, 1931)
- Vaejovis pallidus Williams 1968

Paruroctonus gracilior est une espèce de scorpions de la famille des Vaejovidae.

## Distribution
Cette espèce se rencontre au Mexique en Aguascalientes et au Coahuila et aux États-Unis au Texas, au Nouveau-Mexique et en Arizona.

## Description
Le mâle décrit par Gertsch et Soleglad en 1966 mesure 39,7 mm et la femelle 35,3 mm.

## Systématique et taxinomie
Cette espèce a été décrite sous le protonyme Uroctonoides gracilior par Hoffmann en 1931. Elle est placée dans le genre Paruroctonus par Werner en 1934.

## Publication originale
- Hoffmann, 1931 : « Monografias para la entomología médica de México. Monografia Num. 2, Los escorpiones de México. Primera parte: Diplocentridae, Chactidae, Vejovidae. » Anales del Instituto de Biología de la Universidad Nacional de México, vol. 2, no 4, p. 291-408.